# Chantecorps
Chantecorps is een plaats en voormalige gemeente in het Franse departement Deux-Sèvres (regio Nouvelle-Aquitaine) en telt 296 inwoners (1999). De plaats maakt deel uit van het arrondissement Parthenay. Chantecorps is op 1 januari 2019 gefuseerd met de gemeente Coutières tot de gemeente Les Châteliers. 

## Geografie
De oppervlakte van Chantecorps bedraagt 19,1 km², de bevolkingsdichtheid is 15,5 inwoners per km².
De onderstaande kaart toont de ligging van Chantecorps met de belangrijkste infrastructuur en aangrenzende gemeenten.

## Demografie
Onderstaande figuur toont het verloop van het inwonertal.